# Ofiarowanie Jezusa w świątyni
Ofiarowanie Jezusa w świątyni – fresk autorstwa Giotto di Bondone namalowany ok. 1305 roku dla kaplicy Scrovegnich w Padwie.
Jeden z 40 fresków namalowanych przez Giotta w kaplicy Scrovegnich należący do cyklu scen przedstawiających życie Joachima i Anny, Marii oraz Chrystusa. Historia rodziców Marii i jej samej pochodziła głównie z trzynastowiecznej Złotej legendy autorstwa Jakuba de Voragine'a oraz z Protoewangelii Jakuba z II wieku.

Fresk przedstawia motyw ofiarowania Jezusa w świątyni. Według tradycji żydowskiej, każde nowo narodzone dziecko powinno być oczyszczone w rytualnej kąpieli. Zgodnie więc z tradycją, ósmego dnia Józef zaniósł do świątyni syna: 

Ósmego zaś dnia przyniósł Dzieciątko do świątyni Pańskiej. Kiedy Dzieciątko zostało obrzezane, złożyli w ofierze za Nie parę synogarlic i dwa młode gołąbki. W świątyni zaś był mąż Boży, prorok, i człowiek sprawiedliwy, imieniem Symeon, który liczył sto dwanaście lat. Otrzymał on zapowiedź od Boga, że nie umrze, zanim nie zobaczy Chrystusa, Syna Bożego w ciele. Kiedy więc ujrzał Dzieciątko, zawołał głosem wielkim mówiąc: "Bóg nawiedził lud swój i wypełnił obietnicę swoją" (ProtEwJk 15 408-409)

 Spotkanie ze starcem Symeonem opisane zostało w Ewangelii Łukasza.
Po lewej stronie, artysta umieścił Józefa i Marię. Józef trzyma jeszcze gołębie w ręku. Maria ma wyciągnięte ręce ku Symeona i prawdopodobnie właśnie przekazała Jezusa w ręce starca. Za Symeonem stoi prorokini Anna. Została przedstawiona jako stara przygarbiona kobieta ze zmęczoną, zaznaczoną bruzdami twarzą. Nad postaciami, po prawej stronie, widać anioła trzymającego gałązkę trójlistnej koniczyny, będącej symbolem Trójcy.
Wydarzenia rozgrywają się przed budynkiem świątyni ze spiralnymi kolumnami. Podobna architektura została wykorzystana we fresku Wypędzenie Joachima z świątyni i w Ofiarowanie Maryi w świątyni.